# Ellery Lloyd
Ellery Lloyd es el seudónimo del equipo de escritores londinenses formado por Collette Lyons y Paul Vlitos. Collette es periodista y editora, antigua directora de contenidos de Elle (Reino Unido) y directora editorial de Soho House. Ha escrito para The Guardian, The Telegraph y el Sunday Times. Paul es autor de dos novelas anteriores, Welcome to the Working Week y Every Day is Like Sunday. Es el director del programa de Literatura Inglesa con Escritura Creativa de la Universidad de Surrey.

## Obra
- La influencer (People Like Her, 2021). Publicado en español por el sello Motus de Trini Vergara Ediciones.[2]
- The club (2022)[3]